# Ойзерман, Теодор Ильич
Теодо́р Ильи́ч Ойзерма́н (1 (14) мая 1914, Петроверовка, Тираспольский уезд, Херсонская губерния, Российская империя — 25 марта 2017, Москва) — советский и российский философ, историк философии.
Академик АН СССР (1981), РАН с 1991 года, доктор философских наук (1951), профессор (1953). Лауреат Государственной премии СССР (1983).
В своё время указывался как крупнейший в России кантовед.

## Биография
Теодор (Тодрес) Ойзерман родился в семье учителей математики в местечке Петроверовка (Поплавское) Тираспольского уезда Херсонской губернии (ныне — село Петроверовка Березовского района Одесской области Украины), расположенном на берегу реки Большой Куяльник. Спустя некоторое время семья перебралась в Новомосковск, где его отец руководил частной школой, а после революции работал директором народной школы-интерната, преподавал в ней вместе с матерью математику и возглавлял местный отряд еврейской самообороны в годы Гражданской войны.
Рано остался без отца, который скоропостижно умер от сыпного тифа в 1922 году в возрасте 42-х лет. Переехал с матерью и младшей сестрой Верой (1918—2001) в Днепропетровск, где в 1930 году окончил 33-ю школу-семилетку и поступил учеником-котельщиком в фабрично-заводское училище при местном паровозоремонтном заводе. С юношеского возраста публиковал стихи и заметки в днепропетровской комсомольской газете «Будущая смена» на украинском языке.
В период кампании «коренизации» на Украине мать будущего философа была уволена из школы за незнание украинского языка. В 1931 году переехал с матерью в городок Кольчугино Владимирской области, она устроилась на работу в средней школе, а он был принят электриком в пароэлектрический цех Кольчугинского металлообрабатывающего завода, где трудился в продолжение последующих трёх лет. В это время начал писать рассказы, один из которых («Котельщики») был опубликован в журнале «Пролетарский авангард» (№ 3, 1932). Другой его рассказ «Дружелюбие» был опубликован в журнале «Красная новь» (№ 10, 1935), и в следующем году рассказ «У синего моря» там же (№ 4, 1936). Положительную рецензию на последний рассказ опубликовал Георгий Адамович в своей рубрике «Литературные заметки» в парижской газете «Последние новости» от 14 октября 1937 года (№ 6046). Сборник рассказов «На Пекше» был отвергнут Государственным издательством художественной литературы, после чего Т. И. Ойзерман оставил занятия литературой.
Переехав в Москву, поступил монтёром на строительный комбинат и параллельно с работой учился на вечернем рабфаке, после окончания которого поступил на философский факультет Московского института философии, литературы и истории (МИФЛИ), где учился у В. Ф. Асмуса. Подрабатывал электриком в общежитии, потом преподавателем хозполитустановки в Московском союзе потребительских обществ (МСПО). В 1937 году, будучи студентом последнего курса, был направлен преподавателем в Саратовский университет.
В 1938 году окончил МИФЛИ, затем аспирантуру при нём по кафедре истории философии. В 1941 году защитил кандидатскую диссертацию «Марксистско-ленинское учение о превращении необходимости в свободу» (оппонировали М. А. Дынник, М. Т. Иовчук и П. Ф. Юдин; научный руководитель Г. Ф. Александров). Преподавал в МГУ с 1940 года. Работал в отделе консультаций журнала «Большевик», занимался лекторской деятельностью.
В годы Великой Отечественной войны — на фронте. Призван 8 июля 1941 года, как кандидат наук был направлен в офицерскую школу, после окончания которой в должности старшего политрука был инструктором политотдела дивизии ПВО; вступил в ВКП(б). С 1943 года на Воронежском фронте, затем в пехотной части 6-й армии на Украинском фронте, воевал в Польше и Германии, контужен во время боёв на Курской дуге. После войны до 1946 года служил в Бадене под Веной. За участие в боевых действиях награждён орденом Красной Звезды и Отечественной войны второй степени. Из-за контузии и ранения был квалифицирован как инвалид войны. После демобилизации в июне 1946 года вернулся на преподавательскую работу — сначала в Московском экономическом институте, а с 1947 года доцент и заместитель заведующего кафедры истории зарубежной философии на философском факультете МГУ.
С 1949 года исполнял обязанности заведующего кафедрой истории зарубежной философии МГУ. В октябре 1951 года защитил докторскую диссертацию «Развитие марксистской теории на опыте революций 1848 года», в 1953—1968 годах заведующий кафедрой истории зарубежной философии МГУ. Одновременно в 1962—1966 годах профессор Высшей партийной школы при ЦК КПСС. С 1968 года профессор и старший научный сотрудник Института философии АН СССР, в 1971—1987 годах заведующий сектором истории философии стран Западной Европы и Америки, с 1980 года — отделом истории философии), в 1971—1987 годах профессор Института повышения квалификации преподавателей общественных наук при МГУ. Главный научный консультант Академического научно-педагогического института РГСУ.
Входил в редакционные коллегии журналов «Вопросы философии», «Философские науки» (до 1958 года), «Вестник Московского государственного университета» (до 1965 года), один из ведущих авторов и член редколлегии многотомной «Истории философии» (1957—1965) и «Краткого очерка истории философии». Был членом редакционной коллегии серий «Памятники философской мысли» и «Философское наследие» (обе — издательство «Наука»).  В 1983 году вошёл в состав Антисионистского комитета советской общественности.
Член-корреспондент АН СССР (1966), действительный член АН СССР (1981; с 1991 года — РАН) и Академии наук ГДР (ныне — Берлин-Бранденбургская Академия наук), с 1987 года — советник при дирекции Института философии. Лауреат Ломоносовской премии (1965) за монографию «Формирование философии марксизма», премии имени Г. В. Плеханова АН СССР (1980) за монографию «Главные философские направления», Государственной премии СССР (1983) за монографию «Формирование философии марксизма» (переведена на 5 иностранных языков). Действительный член Международного института философии (Париж), почётный доктор (honoris causa) Йенского университета (1981). С 1994 года — сопрезидент российско-немецкого центра по изучению современной немецкой философии и социологии. В 2008 году награждён премией «Триумф-наука» в номинации «Гуманитарные науки».
После смерти Б. С. Соколова Т. И. Ойзерман стал старейшим академиком РАН. К столетнему юбилею философа в 2014 году в издательстве «Наука» вышло собрание сочинений Т. И. Ойзермана в пяти томах.
Похоронен на Троекуровском кладбище (участок 25).

## Научная деятельность
Т. И. Ойзерман — автор работ по истории немецкой классической философии и марксизма, теории историко-философского процесса, теории познания, философским воззрениям И. Канта, Г.-Ф. Гегеля, И.-Г. Фихте, Ф. Шеллинга. Т. И. Ойзерман был инициатором создания «Историко-философского ежегодника», специализированного издания, посвящённого вопросам истории философии как науки. Составитель Собрания сочинений И. Канта в 6 томах (М.: Мысль, 1964). Одной из наиболее цитируемых его работ в зарубежной литературе является статья 1981 года по кантовской доктрине ноумена (Kant’s Doctrine of the «Things in Themselves» and Noumena, Philosophy and Phenomenological Research, Vol. 41, No. 3, Mar., 1981, 333—350), в которой он рассматривает её отличия от концепции вещи в себе.
Автор 34 монографий (первая из которых вышла в 1948 году), более 20 из них изданы на иностранных языках в 10 странах, несколько монументальных трудов были им опубликованы в возрасте более 90 лет. Большинство монографий переведены на китайский, немецкий, венгерский, некоторые труды также на английский, фарси, арабский, испанский, турецкий, румынский и болгарский языки.

Жизненный опыт академика уникален: он прошёл вместе со своей страной все без исключения этапы и зигзаги её истории XX столетия, причем на каждом добивался творческих успехов, нередко рекордного размера. Кто из наших философов публиковал по монографии раз в два-три года на протяжении нескольких десятков лет подряд? Причем эти книги читались и аспирантами, и профессорами нашей огромной страны… Кого ещё среди современников-философов... так масштабно переводили на английский, немецкий и другие языки? У кого (да ещё при жизни) выходило собрание сочинений в пяти томах? Кто получал не только Государственную или Ломоносовскую премии, но и такую независимую, как «Триумф» (2008, в номинации «Гуманитарные науки»)? Подобная успешность всегда вызывает у читателя подозрение в социальной мимикрии, неискренности автора, который публикует свои труды и при Сталине, и при всех последующих генсеках, и в перестроечной и даже в современной России.— Сергей Щавелёв

А совсем недавно я получил из Китая договор на перевод моих последних работ — «Кант и Гегель» и «Метафилософия». Для меня это отрадно и удивительно, потому что тот факт, что они переводили более ранние книги, посвящённые марксистской философии, был связан с политическими причинами, а тут вдруг у них появился чисто философский интерес. ... Всего за рубежом издано где-то 260-270 моих работ. В ГДР и в Венгрии всё перевели, моя библиография на немецком и венгерском языках почти не уступает тому, что издано по-русски. В Румынии и Болгарии меньше, но тоже кое-что перевели.
— Теодор Ойзерман
В 1950—1953 годах был научным руководителем кандидатской диссертации Э. В. Ильенкова «Некоторые вопросы материалистической диалектики в работе Маркса „К критике политической экономии“», повлиявшей на выделение диалектической логики как направления марксистско-ленинской философии. Также среди аспирантов Т. И. Ойзермана: П. П. Гайденко, Д. М. Гвишиани, Н. И. Лапин, М. К. Мамардашвили и другие известные учёные.

## Награды и звания
- Орден Дружбы (19 июля 2004 года) — за достигнутые трудовые успехи и многолетнюю добросовестную работу[28]
- орден Октябрьской Революции (11 мая 1984 года)
- 2 ордена Отечественной войны 2-й степени (3 июня 1945 года; 11 марта 1985 года)
- орден Трудового Красного Знамени (1 августа 1974 года)
- орден Красной Звезды (2 ноября 1944 года)
- орден «Знак Почёта» (15 сентября 1961 года)
- Медали, в том числе:
  - медаль «В ознаменование 100-летия со дня рождения Владимира Ильича Ленина» (1970 год);
  - медаль «За победу над Германией в Великой Отечественной войне 1941—1945 гг.» (1945 год);
  - юбилейная медаль «Двадцать лет победы в Великой Отечественной войне 1941—1945 гг.» (1966 год);
  - юбилейная медаль «Тридцать лет Победы в Великой Отечественной войне 1941—1945 гг.» (1975 год);
  - юбилейная медаль «Сорок лет Победы в Великой Отечественной войне 1941—1945 гг.» (1985 год);
  - Юбилейная медаль «50 лет Победы в Великой Отечественной войне 1941—1945 гг.» (1995 год)
  - Юбилейная медаль «60 лет Победы в Великой Отечественной войне 1941—1945 гг.» (2005 год)
  - Юбилейная медаль «65 лет Победы в Великой Отечественной войне 1941—1945 гг.» (2010 год)
  - Юбилейная медаль «70 лет Победы в Великой Отечественной войне 1941—1945 гг.» (2015 год)
  - юбилейная медаль «50 лет Вооружённых Сил СССР» (1968 год);
  - юбилейная медаль «60 лет Вооружённых Сил СССР» (1978 год);
  - юбилейная медаль «70 лет Вооружённых Сил СССР» (1988 год);
  - медаль «1300 лет Болгарии» (1982 год)[29]
  - медаль ИФ РАН «За вклад в развитие философии» (2009 год)
- Премии имени М. В. Ломоносова (1965 год) — за монографию «Формирование философии марксизма»
- Премия АН СССР имени Г. В. Плеханова (1980 год) — за монографию «Главные философские направления»
- Государственная премия СССР 1983 года в области науки и техники (27 октября 1983 года) — за цикл работ «Исследование формирования и развития философского учения К. Маркса», опубликованных в 1974—1980 годах[30]
- Премия «Триумф-наука» в номинации «Гуманитарные науки» (2008 год)

## Семья
- Сестра — Вера Ильинична Ойзерман (1918—2001).
- Жена — Генриетта Захаровна Касавина (1919—1993), кандидат философских наук, доцент кафедры философии естественных факультетов МГУ, автор книги «Марксистско-ленинское учение о классах и классовой борьбе» (1963), работ по социологии[31]; её семья происходила из имения Миловиды под Велижем. Отец, Захар Иосифович Касавин (1889—1961), участник Гражданской войны, был председателем Витебского губернского коммунального хозяйства и членом коллегии совнархоза; дядя, Марк Иосифович Касавин (1894—1981), был первым председателем Велижской организации Центрального комитета РСДРП(б) (17 октября 1917—1918)[32].

Дети:
- Максим Теодорович Ойзерман (род. 1939) — российский инженер, кандидат технических наук, член Совета директоров Института развития Москвы, участник Московского методологического кружка и коллективной монографии «Проблемы методологии и технологии инженерных изысканий» (1985), заместитель (по изысканиям) генерального директора государственной корпорации «Росатом, проектный офис».
- Елена Теодоровна Соколова (род. 1945) — доктор психологических наук (1992), профессор кафедры нейро- и патопсихологии МГУ им. М. В. Ломоносова (1993).
- Илья Теодорович Касавин (род. 1954) — российский философ, доктор философских наук, профессор, член-корреспондент РАН (2003), заведующий сектором социальной эпистемологии Института философии РАН (c 2005), главный редактор журнала «Эпистемология и философия науки»,[33], лауреат Премии Г. В. Плеханова.

### Монографии
- Возникновение марксизма — революционный переворот в философии. — М., 1948 (в соавт. с В. И. Светловым)
- Католическая философия империалистической реакции. — М., 1954.
- Немецкая классическая философия — один из теоретических источников марксизма. — М.: Знание, 1955.
- Развитие марксистской теории на опыте революций 1848 г. (недоступная ссылка) — М.: Госполитиздат, 1956.
- Философия Гегеля. — М.: Знание, 1956.
- Обобщение Марксом и Энгельсом опыта революций 1848 г. (лекции). — М.: Издательство Московского университета, 1956.
- Основные этапы развития домарксистской философии. — М.: Советская наука, 1957.
- К. Маркс — основоположник диалектического и исторического материализма. — М., 1958.
- Неотомизм — философия современной реакционной буржуазии. — М.: Соцэкгиз, 1959.
- Основные черты современной буржуазной философии. — М., 1960.
- Чему учит и кому служит современная буржуазная социология. — М.: Госполитиздат, 1960 (в соавт. с А. Ф. Окуловым)
- Формирование философии марксизма. — М.: Мысль, 1962 (3-е изд. — 1986, The Making of the Marxist Philosophy, 1982, на арабском языке — Хартум: Shouhdi Pres).
- Философия Фихте. — М.: Знание, 1962.
- Проблемы историко-философской науки. — М.: Мысль, 1969. — 398 с. — 10 000 экз.
  - Проблемы историко-философской науки. — 2-е изд.. — М.: Мысль, 1982. — 301 с. — 16 000 экз. Архивная копия от 15 января 2014 на Wayback Machine
«Монография была переведена на английский, арабский, венгерский, немецкий, португальский, словацкий и французский языки» (Предисловие ко 2-му изд., с. 4-5). Название книги на английском и французском языках: Problems of the History of Philosophy, 1974; Problemes D’Histoire de la Philosophie, 1973.
- Антикоммунизм — выражение кризиса буржуазной идеологии. М., 1963.
- Zur Geschichte der vormarxistischen Philosophie. Берлин, 1963.
- Die Enstehung der marxistischen Philosophie. Берлин, 1965 и 1980.
- Проблема отчуждения и буржуазная легенда о марксизме. — М.: Знание, 1965.
- Entfremdung als historische Kategorie. Берлин, 1966.
- Марксистско-ленинское понимание свободы. — М.: Знание, 1967.
- Ленинские принципы научной критики идеализма: Доклад на Научной конференции по теме «Ленинский этап в развитии марксистской философии». — М.: Знание, 1969.
- Главные философские направления: теоретический анализ историко-философского процесса. — М.: Мысль, 1971.
  - Главные философские направления: теоретический анализ историко-философского процесса. — 2-е изд., доработ.. — М.: Мысль, 1984. — 303 с. — 17 000 экз. Архивная копия от 15 января 2014 на Wayback Machine
На английском языке — The main trends in philosophy: a theoretical analysis of the history of philosophy. — М.: Прогресс, 1988; на фарси — مسايل تاريخ فلسفه).
- Кризис современного идеализма. — М., 1972.
- Der junge Marx im ideologischen Kampf der Gegenwart (на немецком языке). Франкфурт-на-Майне, 1972.
- Философия И. Канта. — М.: Знание, 1974.
- История диалектики XIV—XVIII вв. (с соавторами). — М.: Мысль, 1974.
- Философия Канта и современность. — М.: Мысль, 1974.
- Исторический материализм и идеология «технического пессимизма». — М.: Знание, 1976.
- Научно-техническая революция и кризис современной буржуазной идеологии (с соавторами). — М., 1978.
- История диалектики. Немецкая классическая философия (с А. С. Богомоловым, П. П. Гайденко и другими). — М.: Мысль, 1978.
- Диалектический материализм и история философии: историко-философские очерки. — М.: Мысль, 1979. — 308 с. — 18 000 экз.
  - (на английском языке — Dialectical Materialism and the History of Philosophy: Essays on the History of Philosophy. — М.: Прогресс, 1982; на испанском языке — El materialismo dialectico у la historia de la filosofia, Гавана, 1984).
- Критика буржуазной концепции смерти философии. — М.: Знание, 1980.
- Историко-философское учение Гегеля. — М.: Знание, 1982.
- Богомолов А. С., Ойзерман Т. И. Основы теории историко-философского процесса / Утверждено к печати Институтом философии АН СССР. — М.: Наука, 1983. — 6700 экз. (на английском языке — Principles of the Theory of the Historical Process in Philosophy. — М.: Прогресс, 1986, на арабском языке — Хартум: Shouhdi Pres).
- Философия эпохи ранних буржуазных революций (с соавторами). — М.: Наука, 1983.
- Рациональное и иррациональное. — М.: Знание, 1984.
- El materialismo dialectico у la historia de la filosofia (на испанском языке). Гавана, 1984.
- Ленин. Философия. Современность (с Р. И. Косолаповым, А. Г. Егоровым и другими). — М.: Политиздат, 1985.
- Критика критического рационализма. — М., 1988.
- Felsefe Tarihinin Sorunları (Проблемы истории философии на турецком языке). Стамбул, 1988 и 1998.
- Маркс. Философия. Современность (с Н. И. Лапиным, М. Я. Ковальзоном и другими). — М.: Политиздат, 1988.
- Научно-философское воззрение марксизма. — М.: Наука, 1989.
- Philosophie auf dem Wege zur Wissenschaft. Берлин, 1989.
- Философия раннего и позднего Шеллинга. — М.: Наука, 1990 (в соавт. с В. В. Лазаревым).
- Теория познания Канта. — М., 1991 (в соавт. с И. С. Нарским)
- Теория познания. В 4 т. / Институт философии АН СССР. — М.: Мысль, 1991 (редактор)
- Феноменология искусства (с соавторами). — М.: Институт философии РАН, 1996.
- Философия как история философии. — СПб.: Алетейя, 1999.
- Марксизм и утопизм. — М.: Прогресс—Традиция, 2003. — 568 с.
- Оправдание ревизионизма / Институт философии РАН. — М.: Канон+, РООИ «Реабилитация», 2005. — 688 с.
- Кант и Гегель: Опыт сравнительного исследования / Институт философии РАН. — М.: Канон+, РООИ «Реабилитация», 2008. — 520 с. —5000 экз. — ISBN 978-5-88373-047-3.
- Метафилософия: Теория историко-философского процесса / Институт философии РАН. — М.: Канон+, РООИ «Реабилитация», 2009. — 440 с. —5000 экз. — ISBN 978-5-88373-189-9 (ошибоч.).
- Возникновение марксизма. — М.: Канон+, РООИ «Реабилитация», 2010. — 600 с. — 800 экз. — ISBN 978-5-88373-232-3.
- Амбивалентность философии. — М.: Канон+, РООИ «Реабилитация», 2011. — 400 с. — 3000 экз.
- Размышления. Изречения. — М.: Языки славянской культуры, 2013. — 216 с. — 1000 экз. — ISBN 978-5-9551-0616-8.
- Избранные труды. В 5 т. / Институт философии РАН. — М.: Наука, 2014.
  - Том 1: Возникновение марксизма. — 592 с.
  - Том 2: Марксизм и утопизм. — 480 с.
  - Том 3: Оправдание ревизионизма. — 750 с.
  - Том 4: Кант и Гегель: Опыт сравнительного исследования. — 512 с.
  - Том 5: Метафилософия. Амбивалентность философии. — 768 с.

### Статьи
- Главный труд Канта. — Вступительная статья к кн.: Кант, Иммануил. Сочинения в шести томах / Под общ. ред. В. Ф. Асмуса, А. В. Гулыги, Т. И. Ойзермана. — М.: Мысль, 1964. — Т. 3. — С. 5—67. — 799 с. — (Философское наследие). — 22 000 экз.

### Работы в сети

#### На русском языке
- Проблемы историко-философской науки. — М.: Мысль, 1969 (1-е издание):
  - в формате DjVu Архивная копия от 9 марта 2016 на Wayback Machine на сайте Руниверс
  - в формате TXT
  - в формате DOC
- Главный труд Канта. Часть I (1964) Архивная копия от 9 мая 2012 на Wayback Machine
- Главный труд Канта. Часть II (1964) Архивная копия от 9 мая 2012 на Wayback Machine
- Маркс: эволюция социологической концепции насилия (1994) Архивная копия от 8 апреля 2017 на Wayback Machine
- Существует ли логическая проблематика за пределами формальной логики? (1995) Архивная копия от 8 апреля 2017 на Wayback Machine
- Научно-технический прогресс: возможности и границы предвидения (1999) Архивная копия от 8 апреля 2017 на Wayback Machine
- Проблемы экологии: генезис идей и современность (2002) Архивная копия от 8 апреля 2017 на Wayback Machine
- Является ли либерализм только идеологией? (2003) Архивная копия от 8 апреля 2017 на Wayback Machine
- Не пора ли позитивно переосмыслить полузабытую «теорию факторов»? (2004) Архивная копия от 9 апреля 2017 на Wayback Machine
- Буржуазные экономисты: апологеты или критики капитализма? (2005) Архивная копия от 8 апреля 2017 на Wayback Machine
- Богомолов А. С., Ойзерман Т. И. Основы теории историко-философского процесса Архивная копия от 20 июня 2015 на Wayback Machine. М.: Наука, 1983.
Трилогия Т. И. Ойзермана:

1. Проблемы историко-философской науки. — М.: Мысль, 1969. — 398 с. — 10 000 экз.
  - Проблемы историко-философской науки. — 2-е изд. — М.: Мысль, 1982. — 301 с.[34].
2. Главные философские направления: Теорет. анализ ист.-филос. процесса. — 2-е изд., доработ. — М.: Мысль, 1984. — 303 с.[35]
3. Диалектический материализм и история философии: (Историко-филос. очерки). — М.: Мысль, 1979. — 308 с.

#### На английском языке
- статья The Problem of the Scientific Philosophical World-Outlook Архивная копия от 22 апреля 2021 на Wayback Machine
Трилогия Т. И. Ойзермана:

1. Problems of the History of Philosophy. Translated from the Russian by Robert Daglish. Moscow: Progress Publishers, 1973[36]. Reviewed by Ralph Dumain Архивная копия от 29 ноября 2010 на Wayback Machine
2. The main Trends in Philosophy. A Theoretical Analysis of the History of Philosophy. Translated by H. Campbell Creighton, M.A. (Oxon). Moscow: Progress Publishers, 1988. ISBN 5-01-000506-9
  - электронные версии для просмотра в браузере и в формате TXT Архивная копия от 24 апреля 2011 на Wayback Machine на сайте http://leninist.biz/ Архивная копия от 30 марта 2010 на Wayback Machine [37]
  - в форматах DjVu и PDF на сайте Архив Интернета
3. Dialectical Materialism and the History of Philosophy: Essays on the History of Philosophy (Moscow: Progress Publishers, 1982)
  - содержание книги и текст двух глав Архивная копия от 24 апреля 2008 на Wayback Machine на сайте «The Autodidact Project» by Ralph Dumain Архивная копия от 16 февраля 2008 на Wayback Machine
  - Электронный текст 33 % книги Архивная копия от 6 мая 2012 на Wayback Machine на сайте http://leninist.biz/ Архивная копия от 30 марта 2010 на Wayback Machine

- Oizerman, T.I., Bogomolov, A.S. Principles of the Theory of the Historical Process in Philosophy. Translated by H. Campbell Creighton (Progress Publishers, Moscow, 1986).
Оглавление книги Архивная копия от 27 ноября 2010 на Wayback Machine на сайте «The Autodidact Project» by Ralph Dumain Архивная копия от 16 февраля 2008 на Wayback Machine и рецензия Reviewed by Ralph Dumain Архивная копия от 9 декабря 2010 на Wayback Machine

### Сборники работ под редакцией Т. И. Ойзермана
- Против философствующих оруженосцев американо-английского империализма (редакторы Т. Ойзерман и П. Трофимов). — М.: Издательство Академии наук СССР, 1951.
- Против буржуазных и правосоциалистических фальсификаторов марксизма (редакторы Т. Ойзерман и И. Нарский). — М.: Издательство АН СССР, 1952.
- Современные религиозно-философские течения в капиталистических странах. — М.: Издательство Академии наук СССР, 1962.
- Критика современной буржуазной идеологии. — М.: Росвузиздат, 1963.
- Философия марксизма и неопозитивизм. — М.: Издательство Московского университета, 1963.
- Немецкая философия после 1945 года. — М.: Прогресс, 1964.
- Современный экзистенциализм: критические очерки. — М.: Мысль, 1966.
- Философия марксизма и экзистенциализм. — М.: Издательство МГУ, 1971.
- Проблемы марксистско-ленинской методологии истории философии. — М.: Наука, 1987.